# اورین ژان فرانسوا
اورین ژان فرانسوا (انگلیسی: Oriane Jean-François؛ زادهٔ ۱۴ اوت ۲۰۰۱) بازیکن فوتبال اهل فرانسه است.
از باشگاه‌هایی که در آن بازی کرده‌است می‌توان به باشگاه فوتبال پاریس اف سی اشاره کرد.
وی همچنین در تیم‌های ملی فوتبال France women's national under-19 football team, France women's national under-20 football team، و زنان فرانسه بازی کرده‌است.